# 杜学芳
杜学芳（1949年—），河北大城人。中华人民共和国政治人物。

## 生平
毕业于南开大学经济研究所。曾任共青团吉林省委副书记。2001年，任中共吉林省长春市书记。2004年，任中共吉林省委副书记。2006年，任中央国家机关工委副书记。是中共第十六届中央候补委员，2007年补选为中央委员，但在随后召开的中共十七大上没有当选为中央委员或候补委员，致使他的中央委员任期只有十天，成为中共任期最短的中央委员之一。